# Hnátnický potok
Hnátnický potok je menší vodní tok v Podorlické pahorkatině, pravostranný přítok Potočnice v okrese Ústí nad Orlicí v Pardubickém kraji. Délka toku měří 5 km, plocha povodí činí 5,16 km².

## Průběh toku
Potok pramení v Žampachu v nadmořské výšce 430 metrů a teče jihovýchodním směrem. Potok protéká Hnátnicí a tvoří pomyslnou osu této obce. Hnátnický potok se v hnátnické lokalitě Nebíčko v nadmořské výšce 344 metrů zprava vlévá do Potočnice, která se po 50 metrech toku zprava vlévá do Tiché Orlice.